# 9 × 23 mm Steyr
La 9 × 23 mm Steyr è stata una munizione austro-ungarica ed impiegata dal 1912, dall'Imperial regio Esercito austro-ungarico.

## Storia
Secondo le fonti bibliografiche più accreditate la cartuccia fu inventata nel 1908 dai tecnici della Steyr, ma venne commercializzata solo nel decennio successivo. La sua diffusione andò di pari passo con la diffusione della pistola Steyr M12, realizzata dall'industria omonima. Dopo una serie di verifiche pratiche condotte tra il 1911 ed il 1912, il binomio arma-cartuccia divenne d'ordinanza presso l'esercito Austro-Ungarico. Successivamente venne impiegata anche in una serie di altre armi, tra cui la famosa MP 34. La cartuccia ha goduto di vasta popolarità, fino alla fine della prima metà del XX secolo, in Austria e in numerosi paesi dell'area balcanica, infatti venne prodotta da molte fabbriche, come la DMW, la Fiocchi Munizioni, la FN e da molti altri stabilimenti. Similmente a molte altre cartucce dello stesso periodo, a causa del verificarsi della seconda guerra mondiale ed il diffondersi del 9x19 mm, scomparve.

## Caratteristiche
La cartuccia impiegava un innesco di tipo Berdan e le palle in origine avevano una blindatura di acciaio, che venne poi sostituita da una più convenzionale blindatura in lega di rame. Con i propellenti dell'epoca, poteva lanciare una palla di peso compreso tra i 7,4 ed i 7,6 grammi a 360m/s ed a questa velocità corrispondeva una energia cinetica alla bocca di poco superiore ai 50 Kgm, che per l'epoca era estremamente elevata.

## Armi camerate
- Steyr M12
- MP 34[1]

## Sinonimi
- 9mm Largo
- 9mm Lungo
- 9 Largo ordinaria modello 1911
- 9mm Steyr-Mannlicher
- 9mm Mannlicher
- 9mm Steyr-Mannlicher 1911
- 9mm Mannlicher 1911
- 9mm Steyr 1912
- 9mm M12 Steyr
- 9mm Scharfe Pistolen Patronen System Steyr
- 9mm Steyr-Hahn
- DWM-577
- GR892
- SAA5095
- ECRA ECDV 09 023 CGC 050[1]